# Seymour Creek Indian Reserve 2
Seymour Creek Indian Reserve 2 (franska: Réserve indienne Seymour Creek 2) är ett reservat i Kanada.   Det ligger i provinsen British Columbia, i den sydvästra delen av landet, 3 500 km väster om huvudstaden Ottawa.
Runt Seymour Creek Indian Reserve 2 är det i huvudsak tätbebyggt. Runt Seymour Creek Indian Reserve 2 är det mycket tätbefolkat, med 2 345 invånare per kvadratkilometer.